# Oumpah-pah
Oumpah-pah le Peau-Rouge (Umpah-pah el piel roja) es una serie de cómics, y a su vez el nombre de su protagonista, creada por el dibujante Albert Uderzo y el guionista René Goscinny, los famosos creadores de Astérix el galo. 

## Trayectoria editorial
Sus aventuras aparecieron por primera vez en la revista Tintin en 1958, con una periodicidad en principio semanal, aunque la serie no duró mucho tiempo. Las historias se publicaron en formato álbum por las editoriales Lombard y Dargaud a partir del año 1961 y en España por la editorial Maga dentro de su revista "Pantera Negra". En Argentina, Billiken publicó en 1960-1970, capítulos de dos páginas en forma semanal. 
La serie comprende un total de cinco álbumes, todos ellos pueden ser encontrados en España, editados por Akal:
1. Umpa-pah, el piel roja
2. Umpa-pah en el sendero de la guerra
3. Umpa-pah y los piratas.
4. Umpa-pah en misión secreta.
5. Umpa-pah contra Hígado Enfermo.

Tras estos álbumes, Goscinny y Uderzo no volvieron sobre este personaje, pero durante la película Las doce pruebas de Asterix, podemos verle hacer un cameo. En concreto, en la prueba de lanzamiento de jabalina, Obelix la lanza con tanta fuerza que ésta da la vuelta al mundo y acaba persiguiendo a su rival, Kermes el persa, que se ve obligado a correr alrededor del mundo para intentar evitarla. Al pasar por un poblado indio, podemos ver a Umpa-pah golpeando a uno de los indios usando como maza a otro de los mismos. 
En 1995, la serie fue republicada por la editorial de Albert Uderzo, Les Éditions Albert-René.

## Historia
Las historietas de Umpa-pa transcurren en la América del Norte del siglo XVIII, cuando la carabela La Arrogante llega a aquellas lejanas tierras para conquistar territorios por orden del rey. El impetuoso caballero Humberto de la Pasta de Hojaldre, ansioso por explorar las tierras americanas, desembarca en solitario, y Umpa-pa, valeroso guerrero de la tribu de los Valevale, lo captura. Ya en su tribu, otros importantes personajes del clan como el anciano Sóloundiente o el hechicero Comollueve, pretenden comerse al caballero, mientras que si Umpa-pa desea conservarlo, deberá pasar una serie de pruebas. Durante el transcurso de las mismas, Pasta de Hojaldre lo defiende, y esto emociona a Umpa-pa al punto que manifiesta que si sale victorioso, el caballero ya no será su prisionero, sino su hermano y amigo. El protagonista consigue vencer, y Pasta de Hojaldre es adoptado por la tribu bajo el nombre de Peluca Nevada, por la peluca empolvada que usa, si bien en algunas ediciones en español se le llama Doble Cabellera (debido a la sorpresa de los indios al descubrir que bajo su peluca había una mata de pelo corto).